# 聖十字架
聖十字架（せいじゅうじか）は、聖遺物のうち、イエス・キリストの磔刑に使われたとされる十字架。その断片はカトリック教会と各地の正教会をはじめとした東方教会とに祭られ、他の聖遺物とともに信仰の対象となっている。
中世の伝説には、エデンの園の命の木（『創世記』2:9, 4:22）で作られているというものもある。
エルサレムは2度のユダヤ戦争によって破壊され、135年ごろにはローマ風の都市へと再開発されている。このため、30年ごろの出来事とされるイエス・キリストの磔刑の舞台、ゴルゴタの位置は分からなくなってしまっていた。
伝えられているところによれば、コンスタンティヌス1世の母フラウィア・ユリア・ヘレナ（聖ヘレナ）が326年にエルサレムを訪れ、当時はウェヌス神殿となっていた地をゴルゴタと特定した。これを取り壊し、建てられたのが現在の聖墳墓教会である。
このとき十字架3つと聖釘などの聖遺物も発見されたという。
3つの十字架のうちのひとつに触れた女性の病が癒やされたので、これがキリストが磔にされた聖十字架と分かった。
ヘレナは聖十字架の一部をエルサレムに残し、他の一部と聖釘をコンスタンティノポリスに持ち帰った。
エルサレムの聖十字架は聖墳墓教会に置かれていたが、ヘラクレイオス帝の時代の614年にサーサーン朝ペルシアに奪われた（サーサーン朝のエルサレム征服）。
ヘラクレイオスの東ローマ帝国はニネヴェの戦い (627年)でサーサーン朝軍を破ると628年にこれを取り戻しコンスタンティノポリスに持ち帰ったが、後にエルサレムに戻された、1009年ごろからはエルサレムのキリスト教信者たちの手で隠されていた。
1099年に第1回十字軍が発見したとき、黄金の十字架にその木片が埋め込まれていた。
戦のたびにこの聖十字架は戦陣に持ち込まれたが、1187年のハッティンの戦いで奪われ、失われた。
早い時期から聖十字架は分割され、あちこちに置かれたらしい。
また1204年に、フランスの諸侯とヴェネツィア共和国が主体の第4回十字軍が東ローマ帝国の首都であったコンスタンティノポリスを占領した。
このとき十字軍は、他の財宝とともに、金や宝石で飾られた聖十字架の断片を奪い、持ち帰っている。
その他聖十字架の破片であると主張される木片は多いが、総計すると十字架数十本分に当たり、ゆえにほとんどがまがい物であり、そもそも“キリストが磔にされた十字架”の存在・再発見の真実性まで辿り考えることとなる。